# Le Ferré
Ferré (bret. Ferred) – miejscowość i gmina we Francji, w regionie Bretania, w departamencie Ille-et-Vilaine.
Według danych na rok 1990 gminę zamieszkiwało 619 osób, a gęstość zaludnienia wynosiła 37 osób/km² (wśród 1269 gmin Bretanii Ferré plasuje się na 767. miejscu pod względem liczby ludności, natomiast pod względem powierzchni na miejscu 605.).